# 带底灯鱼
带底灯鱼（学名：Benthosema fibulatum）为輻鰭魚綱燈籠魚目灯笼鱼科底灯鱼属的鱼类。分布于太平洋东至夏威夷、南至新几内亚、北至日本、印度洋非洲沿岸以及东海等海域。该物种的模式产地在夏威夷。屬深海魚類，深度在0-2000公尺，本魚肛門的器官10-11個；成熟的雄魚有大的3到5個半透明的尾上腺與較小的尾下腺；成熟的母魚有小的尾上腺與較小尾下的區塊，背鰭軟條12-14枚；臀鰭軟條18-20枚；脊椎骨31-32個，體長可達10公分。

## 扩展阅读
維基物種上的相關：带底灯鱼